# Liste der Kulturdenkmale in Clerf
In der Liste der Kulturdenkmale in Clerf sind alle Kulturdenkmale der luxemburgischen Gemeinde Clerf aufgeführt (Stand: 15. Juli 2025).

## Kulturdenkmale nach Ortsteil

### Clerf
| Bild                                         | Bezeichnung                                  | Lage                            | Beschreibung | Stufe | Eingetragen seit   |
| -------------------------------------------- | -------------------------------------------- | ------------------------------- | --- | ----- | ------------------ |
| Weitere Bilder                               | Schloss Clerf                                | 13–15, rue du Château (Karte)   | Die Schlossburg steht auf einer Felszunge inmitten der Ortschaft und wurde spätestens im 12. Jahrhundert als Höhenburg gegründet. Anfang des 15. Jahrhunderts ließen die Grafen von Vianden die Burg ausbauen und stärker befestigen. Mehr als zwei Jahrhunderte war sie schließlich im Besitz der Adelsfamilie de Lannoy, welche die Anlage zu ihrer heutigen Größe aus- und zu einem Schloss umbaute. Im Jahr 1927 gelangte die Burg in bürgerlichen Besitz. Nachdem die Festung im Zweiten Weltkrieg nach deutschem Beschuss vollständig ausbrannte, wurde sie nach Kriegsende durch den luxemburgischen Staat wiederaufgebaut. Heute beherbergt die Burg die Gemeindeverwaltung von Clerf und drei Museen. | PCN   | 26. September 1935 |
| Weitere Bilder                               | Lorettokapelle                               | (Karte)                         | Eine erste Kapelle wurde um 1680 im Park von Schloss Clerf von Albert Eugene de Lannoy und seiner Frau Jeanne-Therese-Claire de Bocholtz erbaut. Die heutige Kapelle wurde 1762 von Adrien-Jean-Baptiste de Lannoy und seiner Frau Constance de Wignacourt mit Stilelementen von Spätbarock und Rokoko erbaut. Von 1996 bis 2011 wurde die Kapelle umfassend restauriert. Die Kapelle besitzt den Grundriss eines Achtecks. Der mächtige Turm der Kapelle diente ursprünglich als Residenz für den Eremiten, der die Kirche betreute. | PCN   | 28. Januar 1982    |
| Mutin-Cavaillé-Coll-Orgel                    | Mutin-Cavaillé-Coll-Orgel                    | Benediktinerabtei Clerf (Karte) | | PCN   | 11. Dezember 2002  |
| Weitere Bilder                               | ehemalige Stallungen („Cliärwer Pärdsställ“) | 4, rue de Parc (Karte)          | | PCN   | 21. Dezember 2007  |
| „Neues Schloss“ (Hôtel du Parc)              | „Neues Schloss“ (Hôtel du Parc)              | rue du Parc (Karte)             | | PCN   | 27. Oktober 2017   |
| „Brauhaus“                                   | „Brauhaus“                                   | 9, montée du Château (Karte)    | Die Brauerei wurde 1731 durch den Grafen de Lannoy gegründet. Um 1850 wurde die Produktion eingestellt. Das Gebäude befindet sich heute im Eigentum des Staates und wurde der Gemeinde 2012 durch einen 50 Jahre geltenden Erbpachtvertrag vom Staat zur Verfügung gestellt. Der hohe zweigeschossige Putzbau mit Walmdach und auffälligen Gauben wird heute für Ausstellungen und Veranstaltungen genutzt. | PCN   | 6. September 2018  |
| Weitere Bilder                               | Kirche Clerf                                 | montée de l’Église (Karte)      | Die Kirche wurde zwischen 1910 und 1912 nach Plänen des niederländischen Architekten Johannes Franziskus Klomp erbaut. Das mit spätromanischen Elementen ausgeführte Gebäude mit Doppelturmfassade wurde als Basilika errichtet. | PCN   | 22. November 2019  |
| Hôtel des Nations                            | Hôtel des Nations                            | 29, 31, rue de la Gare (Karte)  | | PCN   | 22. November 2019  |
|                                              | Wohngebäude mit Garten                       | 4, rue Brooch (Karte)           | | PCN   | 10. Dezember 2021  |
| Weitere Bilder                               | Empfangsgebäude des Bahnhofes                | place de la Gare (Karte)        | | PCN   | 19. Oktober 2022   |
|                                              | Gelände auf dem Gesselsbierg                 | Katastersektion A (Karte)       | | IS    | 4. Juli 1973       |
| Ehemalige Brauerei De Lannoy, Haus und Platz | Ehemalige Brauerei De Lannoy, Haus und Platz | 9, montée du Château (Karte)    | | IS    | 5. September 1999  |

### Eselborn
| Bild | Bezeichnung      | Lage                                                 | Beschreibung                   | Stufe | Eingetragen seit |
| ---- | ---------------- | ---------------------------------------------------- | ------------------------------ | ----- | ---------------- |
|      | bedeutende Bäume | Katastersektion B, Nr. 394/3114 und 398/2717 (Karte) | zwei Rotbuchen und drei Eichen | IS    | 5. März 2004     |

### Fischbach
| Bild | Bezeichnung                                      | Lage                       | Beschreibung | Stufe | Eingetragen seit |
| ---- | ------------------------------------------------ | -------------------------- | ------------ | ----- | ---------------- |
|      | Archäologische Ausgrabungsstätte „Kaasselsbierg“ | Katastersektion HD (Karte) |              | IS    | 13. April 2018   |

### Heinerscheid
| Bild    | Bezeichnung | Lage                      | Beschreibung | Stufe | Eingetragen seit |
| ------- | ----------- | ------------------------- | ------------ | ----- | ---------------- |
| Gebäude | Gebäude     | 4 und 6, um Knapp (Karte) |              | PCN   | 30. März 2018    |

### Hüpperdingen
| Bild      | Bezeichnung | Lage                     | Beschreibung | Stufe | Eingetragen seit |
| --------- | ----------- | ------------------------ | ------------ | ----- | ---------------- |
| Gebäude   | Gebäude     | 39, Hauptstrooss (Karte) |              | PCN   | 17. Oktober 2022 |
| Bauernhof | Bauernhof   | 2, Heigaart (Karte)      |              | IS    | 26. Januar 2018  |

### Kalborn
| Bild           | Bezeichnung                                                                    | Lage                       | Beschreibung | Stufe | Eingetragen seit   |
| -------------- | ------------------------------------------------------------------------------ | -------------------------- | --- | ----- | ------------------ |
| Weitere Bilder | Kapelle Sainte-Apolline                                                        | (Karte)                    | | PCN   | 5. September 2022  |
| Weitere Bilder | Kalborner Mühle mit umliegendem Gelände, einschließlich des Wasserzulaufkanals | Kaalber Millen (Karte)     | Das genaue Erbauungsdatum der ehemaligen Bannmühle ist unbekannt. Erstmals erwähnt wurde sie 1728. Um 1857 baute Johann Lentz die Gebäude um und erweitert sie. Bis zum Zweiten Weltkrieg war die Mühle in Betrieb, die deutschen Behörden schlossen sie 1941, nach dem Kriegsende war die Mühle nicht mehr funktionstüchtig. Nach dem Tod der letzten Bewohnerin im Jahr 1982 gab es Versuche, die Mühle für den Tourismus umzusetzen, doch alle Pläne wurden abgelehnt. Im Jahr 1997 erwarb die Stiftung natur & ëmwelt – Hëllef fir d‘Natur den heruntergekommenen Gebäudekomplex und sanierte ihn. Die Mühle beherbergt seit 2016 ein Wassererlebniszentrum und eine Muschelzuchtstation zur Nachzüchtung der bedrohten Flussperl- und Bachmuscheln. | IS    | 17. September 2001 |
|                | Archäologische Ausgrabungsstätte „Katzenkopf“                                  | Katastersektion HB (Karte) | | IS    | 31. Mai 2018       |

### Lieler
| Bild                               | Bezeichnung                        | Lage                          | Beschreibung | Stufe | Eingetragen seit |
| ---------------------------------- | ---------------------------------- | ----------------------------- | --- | ----- | ---------------- |
| Weitere Bilder                     | Heilig-Kreuz-Kirche mit Friedhof   | 56, Hauptstrooss (Karte)      | Dominiert wird sie kleine Saalkirche von einem wuchtigen Chorturm aus dem 14. Jahrhundert. Das schlichte Langhaus wurde im Jahr 1850 errichtet und ersetzte einen Bau aus dem Jahr 1770. Im Chorraum sind Fresken aus dem 15. und 16. Jahrhundert erhalten. | PCN   | 31. Juli 1968    |
| ehemaliges Presbyterium und Schule | ehemaliges Presbyterium und Schule | 1 und 2, an der Baach (Karte) | | PCN   | 2. Juni 2021     |
| ehemaliger Bauernhof               | ehemaliger Bauernhof               | 4, an der Baach (Karte)       | | IS    | 26. Juni 2017    |

### Munshausen
| Bild           | Bezeichnung                                    | Lage                             | Beschreibung | Stufe | Eingetragen seit  |
| -------------- | ---------------------------------------------- | -------------------------------- | ------------ | ----- | ----------------- |
| Weitere Bilder | Pfarrkirche Munshausen                         | 14, Duerefstrooss (Karte)        |              | PCN   | 28. Dezember 1961 |
|                | Ausgrabungsstätte „Kukigt“                     | Kataster MB, Nr. 87/1036 (Karte) |              | PCN   | 6. September 2018 |
|                | Gebäude                                        | 14, Duerefstrooss (Karte)        |              | PCN   | 2. September 2022 |
| Weitere Bilder | Scheune „Robbesscheier“ mit angrenzender Wiese | Frumeschgaass (Karte)            |              | IS    | 22. Februar 1991  |

### Reuler
| Bild | Bezeichnung | Lage                                       | Beschreibung | Stufe | Eingetragen seit |
| ---- | ----------- | ------------------------------------------ | ------------ | ----- | ---------------- |
|      | Gebäude     | 48, am Bierg (ehemals Haus Nr. 46) (Karte) |              | PCN   | 5. Dezember 2024 |

### Siebenaler
| Bild    | Bezeichnung | Lage                | Beschreibung | Stufe | Eingetragen seit |
| ------- | ----------- | ------------------- | ------------ | ----- | ---------------- |
| Gebäude | Gebäude     | Haus Nr. 16 (Karte) |              | PCN   | 27. Mai 2011     |

### Urspelt
| Bild           | Bezeichnung     | Lage                   | Beschreibung                                 | Stufe | Eingetragen seit   |
| -------------- | --------------- | ---------------------- | -------------------------------------------- | ----- | ------------------ |
| Weitere Bilder | Schloss Urspelt | 60, am Schlass (Karte) | Schloss aus dem 18. Jahrhundert, heute Hotel | PCN   | 26. September 2008 |

### Weicherdingen
| Bild                    | Bezeichnung                            | Lage                           | Beschreibung | Stufe | Eingetragen seit |
| ----------------------- | -------------------------------------- | ------------------------------ | ------------ | ----- | ---------------- |
| Weitere Bilder          | Pfarrkirche Weicherdingen mit Friedhof | 54, Tony Bourg Strooss (Karte) |              | PCN   | 27. Mai 1963     |
| Bauernhof               | Bauernhof                              | 38, Tony Bourg Strooss (Karte) |              | PCN   | 17. Juni 2011    |
|                         | Kaspelterhof                           | Haus Nr. 1 (Karte)             |              | PCN   | 1. August 2022   |
| Kapelle mit zwei Bäumen | Kapelle mit zwei Bäumen                | Tony Bourg Strooss (Karte)     |              | PCN   | 11. Januar 2024  |
| Kapelle                 | Kapelle                                | nahe der CR 327 (Karte)        |              | PCN   | 4. Oktober 2024  |

Legende: PCN – Immeubles et objets bénéficiant des effets de classement comme patrimoine culturel national; IS – Immeubles et objets inscrits à l’inventaire supplémentaire

## Quelle
- Liste des immeubles et objets beneficiant d’une protection nationales, Nationales Institut für das gebaute Erbe, Fassung vom 27. Oktober 2022, S. 14–17 (PDF)